# Il caso Haller
Il caso Haller è un film del 1933 diretto da Alessandro Blasetti, remake del film tedesco Der Andere (1930) di Robert Wiene, tratto a sua volta dall'omonimo dramma teatrale di Paul Lindau.
È il primo dei due remake di successi stranieri diretti da Blasetti, l'altro è L'impiegata di papà (1934). Di entrambi non è stata conservata alcuna copia.
È anche il primo dei due soli film interpretati dalla celebre attrice teatrale Marta Abba.
È il primo film italiano ad utilizzare nei propri titoli la parola "regista", italianizzazione del francesismo "regisseur" suggerita dal linguista Bruno Migliorini e qui adottata da Blasetti.